# Lista de monarcas do Canadá
Aqui estão listados os monarcas que reinaram sobre as colônias francesas e britânicas do Canadá, sucedidos pelo Domínio Britânico do Canadá e pelo atual Estado soberano do Canadá. A data da primeira reivindicação monárquica sobre o território canadense não é um consenso entre os estudiosos, sendo que a maioria determina o ano de 1497, quando John Cabot desembarcou em algum lugar da costa norte-americana (provavelmente onde hoje é a Terra Nova ou a Nova Escócia), e reivindicou a posse da terra para o Reino de Inglaterra em nome de Henrique VII. Contudo, algumas fontes defendem o ano de 1534 quando o termo "Canadá" foi primeiramente empregado para se referir à região, então sob domínio do Reino de França. O governo monárquico subsequente envolveu um contínua sucessão de soberanos franceses, britânicos e canadenses. Desde a primeira posse por Henrique VII, o Canadá foi governado por 33 soberanos, incluindo dois co-soberanos. 
Enquanto domínio britânico e até durante a Confederação em 1867, o conceito de um território independente partilhando do soberano britânico com outros países, como Austrália e Nova Zelândia, emergiu gradualmente ao longo da convenção constitucional e foi oficialmente confirmado com o Estatuto de Westminster, em 1931. Desde então, a Coroa Canadense é distinta de todos os demais Reinos da Commonwealth, com seu monarca distinto e exclusivo. Apesar do termo "Rei do Canadá" ter sido empregado no início do reinado de Jorge VI, foi somente em 1953 que o título monárquico oficializou-se, tendo Isabel II como a primeira e atual "Rainha do Canadá" soberano.

## Soberanos do Canadá

### Coroa Francesa (1534-1763)
| Monarca         | Monarca      | Reinado               | Reinado                 | Consorte                | Ref. |
| --------------- | ------------ | --------------------- | ----------------------- | ----------------------- | ---- |
| Canadá Colonial |              |                       |                         |                         |      |
|                 | Francisco I  | 24 de julho de 1534   | 31 de março de 1547     | Leonor de Áustria       |      |
|                 | Henrique II  | 31 de março de 1547   | 10 de julho de 1559     | Catarina de Médici      |      |
|                 | Francisco II | 10 de julho de 1559   | 5 de dezembro de 1560   | Maria da Escócia        |      |
|                 | Carlos IX    | 5 de dezembro de 1560 | 30 de maio de 1574      | Isabel de Áustria       |      |
|                 | Henrique III | 30 de maio de 1574    | 2 de agosto de 1589     | Luísa de Lorena         |      |
|                 | Henrique IV  | 2 de agosto de 1589   | 14 de maio de 1610      | Margarida de Valois     |      |
| Maria de Médici | Henrique IV  | 2 de agosto de 1589   | 14 de maio de 1610      |                         |      |
|                 | Luís XIII    | 14 de maio de 1610    | 14 de maio de 1643      | Ana de Áustria          |      |
|                 | Luís XIV     | 14 de maio de 1643    | 1 de setembro de 1715   | Maria Teresa de Áustria |      |
|                 | Luís XV      | 1 de setembro de 1715 | 10 de fevereiro de 1763 | Maria Leszczyńska       |      |

### Coroa Inglesa (1497-1931)
| Monarca         | Monarca       | Reinado                 | Reinado                | Consorte                                                                                | Ref. |
| --------------- | ------------- | ----------------------- | ---------------------- | --------------------------------------------------------------------------------------- | ---- |
| Canadá Colonial |               |                         |                        |                                                                                         |      |
|                 | Henrique VII  | 24 de junho de 1497     | 21 de abril de 1509    | Isabel de Iorque                                                                        |      |
|                 | Henrique VIII | 21 de abril de 1509     | 28 de janeiro de 1547  | Catarina de Aragão Ana Bolena Joana Seymour Ana de Cleves Catarina Howard Catarina Parr |      |
|                 | Eduardo VI    | 28 de janeiro de 1547   | 6 de julho de 1553     |                                                                                         |      |
|                 | Maria I       | 19 de julho de 1553     | 17 de novembro de 1558 | Filipe II da Espanha                                                                    |      |
|                 | Isabel I      | 17 de novembro de 1558  | 24 de março de 1603    |                                                                                         |      |
|                 | Jaime I       | 24 de março de 1603     | 27 de março de 1625    | Ana da Dinamarca                                                                        |      |
|                 | Carlos I      | 27 de março de 1625     | 30 de janeiro de 1649  | Henriqueta Maria de França                                                              |      |
|                 | Carlos II     | 2 de maio de 1670       | 6 de fevereiro de 1681 | Catarina de Bragança                                                                    |      |
|                 | Jaime II      | 6 de fevereiro de 1685  | 1 de dezembro de 1688  | Maria de Módena                                                                         |      |
|                 | Guilherme III | 13 de fevereiro de 1689 | 8 de março de 1702     | Maria II                                                                                |      |
|                 | Ana           | 8 de março de 1702      | 1 de agosto de 1714    | Jorge da Dinamarca                                                                      |      |
|                 | Jorge I       | 1 de agosto de 1714     | 11 de junho de 1727    | Sofia Doroteia de Brunsvique-Luneburgo                                                  |      |
|                 | Jorge II      | 11 de junho de 1727     | 25 de outubro de 1760  | Carolina de Ansbach                                                                     |      |
|                 | Jorge III     | 25 de outubro de 1760   | 29 de janeiro de 1820  | Carlota de Mecklenburg-Strelitz                                                         |      |
|                 | Jorge IV      | 29 de janeiro de 1820   | 26 de junho de 1830    | Carolina de Brunswick                                                                   |      |
|                 | Guilherme IV  | 26 de junho de 1830     | 20 de junho de 1837    | Adelaide de Saxe-Meiningen                                                              |      |
|                 | Vitória       | 20 de junho de 1837     | 22 de janeiro de 1901  | Alberto de Saxe-Coburgo-Gota                                                            |      |
|                 | Eduardo VII   | 22 de janeiro de 1901   | 6 de maio de 1910      | Alexandra da Dinamarca                                                                  |      |
|                 | Jorge V       | 6 de maio de 1910       | 11 de dezembro de 1931 | Maria de Teck                                                                           |      |

### Coroa Canadense (1931-presente)
| Monarca | Monarca                  | Reinado                | Reinado                | Consorte                   | Ref. |
| ------- | ------------------------ | ---------------------- | ---------------------- | -------------------------- | ---- |
| Canadá  |                          |                        |                        |                            |      |
|         | Jorge V (1865–1936)      | 11 de dezembro de 1931 | 20 de janeiro de 1936  | Maria de Teck              |      |
|         | Eduardo VIII (1894–1972) | 20 de janeiro de 1936  | 11 de dezembro de 1936 |                            |      |
|         | Jorge VI (1895–1952)     | 11 de dezembro de 1936 | 6 de fevereiro de 1952 | Isabel Bowes-Lyon          |      |
|         | Isabel II (1926–2022)    | 6 de fevereiro de 1952 | 8 de setembro de 2022  | Filipe, Duque de Edimburgo |      |